# Брук Парк (Охајо)
Брук Парк (енгл. Brook Park) град је у америчкој савезној држави Охајо.

## Демографија
По попису из 2010. године број становника је 19.212, што је 2.006 (-9,5%) становника мање него 2000. године.
| Група             | 2000.          | 2010.          |
| Белци             | 19.811 (93,4%) | 17.286 (90,0%) |
| Афроамериканци    | 414 (2,0%)     | 624 (3,2%)     |
| Азијати           | 268 (1,3%)     | 301 (1,6%)     |
| Хиспаноамериканци | 423 (2,0%)     | 662 (3,4%)     |
| Укупно            | 21.218         | 19.212         |